# Fernand Moutet
Pour les articles homonymes, voir Moutet.
Fernand Moutet est un poète provençal né à Arles le 28 octobre 1913 et mort à Antibes le 25 novembre 1993. Il a obtenu le prix Frédéric-Mistral en 1957.

## Œuvre
- Fenestre, éditions du Baile Verd (Max-Philippe Delavouët), 1962
- Au rendes-vous di barquejaire, L'Astrado, 1964
- L'autre ribo, L'Astrado, 1969
- Lou rampelin meraviha, L'Astrado, 1976
- Lou raubaire de chivau, L'Astrado, 1979
- La festo dins lou pargue, éditions Lou Sourgentin, 1986
- Li car-marino de mou reiaume, Les Cahiers de Garlaban, 1991

## Postérité et hommages
- Le belvédère de la ville de Vence, dans laquelle il a longtemps enseigné, porte son nom[2].
- Pour le centième anniversaire de sa naissance, différents hommages lui ont été rendus. À Saint-Chamas tout d'abord[3] où il venait régulièrement durant son enfance[4]  puis à Vence par l'association provençale La Brissaudo[5].

## Archives
- Un fonds Fernand Moutet a été créé aux Archives départementales des Alpes Maritimes[6].

## Pour approfondir